# Azoture
Les azotures sont des anions monovalents N3– composés de trois atomes d'azote alignés l'un à côté de l'autre et porteur d'une seule charge négative délocalisée sur l'ensemble de l'ion polyatomique. Ce sont les sels de l'acide azothydrique HN3, ainsi que les azotures organiques dans lesquels un des atomes d'azote est lié de façon covalente avec un atome de carbone d'un composé organique. Les azotures organiques peuvent notamment être obtenus par substitution nucléophile d'un halogénure ou d'un sulfonate d'alkyle par un azoture inorganique. L'action des sels d'azotures sur les halogénures d'acyle conduit à la formation d'azotures d'acyles possédant une réactivité particulière. L'usage du mot anglais azide à la place d'azoture se répand en français, mais le seul terme correct reste bien azoture. Les azotures sont des composés à contenu énergétique très élevé et donc instables. Il ne faut pas les confondre avec les nitrures (ion azoté nu constitué d'un seul atome d'azote et porteur de trois charges négatives, N3–) qui sont au contraire très stables.

## Structure électronique
La structure géométrique de l'anion azoture triatomique est linéaire. Les électrons sont délocalisés sur l'ensemble de l'ion polyatomique. Sa forme mésomère prépondérante est représentée de la façon suivante : .

## Réactivité des azotures ioniques
Les azotures ont un comportement redox ambivalent : ils sont à la fois oxydants et réducteurs, car sujet à dismutation (en anglais, disproportionation), tel qu'illustré par le diagramme de Frost de l'azote ci-dessous. Ce diagramme montre l'instabilité énergétique de l'acide azothydrique HN3 (ou de l'ion azoture) entouré par deux espèces nettement plus stables, l'ion ammonium NH4+ à gauche et l'azote moléculaire N2 à droite.

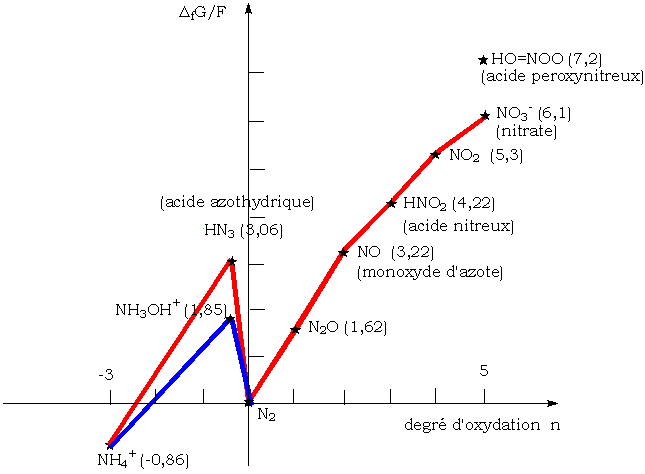
Diagramme de Frost pour les espèces inorganiques de l'azote

Comme l'acide azothydrique, l'anion azoture est particulièrement oxydant quand on évolue vers la gauche du diagramme de Frost en direction de l'ion ammonium (NH4+) (ou de l'ammoniac (NH3), selon le pH) et pour ce faire il doit capter des électrons (réaction de réduction). Le potentiel redox standard du couple HN3/NH4+ est de 1,47 V.
Par contre, lorsque l'on se dirige dans le diagramme de Frost vers la droite en direction de l'azote moléculaire (N2) gazeux (N≡N, avec une triple liaison très stable), l'ion azoture doit céder des électrons (réaction d'oxydation) et se comporte alors comme un réducteur. 
L'ion azoture peut aussi être sujet à la médiamutation (en anglais, comproportionation) avec d'autres espèces (au degré d'oxydation ici plus élevé) situées également à une valeur d'énergie plus élevée sur l'échelle (∆G°/F, enthalpie standard de formation / constante de Faraday) comme, par exemple, les peroxynitrites, les nitrates ou les nitrites (ou la forme protonée de l'acide correspondant) pour donner une espèce ayant un degré d'oxydation intermédiaire (axe des x) mais énergétiquement plus stable (axe des y) comme le diazote (N2) ou le protoxyde d'azote (N2O)  (c.-à-d. une espèce située plus bas que les deux espèces précurseurs sur l'échelle ∆G°/F). La réaction de comproportionation a lieu spontanément car elle minimise l'énergie libre de Gibbs du système (∆G de la réaction < 0), ce qu'un diagramme de Frost permet de visualiser facilement et rapidement dans le cas des espèces situées à proximité sur le graphique. Pour les espèces formées à une énergie intermédiaire à celles des précurseurs sur l'axe des y, un calcul thermodynamique de ∆G de la réaction peut cependant s'avérer nécessaire pour pouvoir déterminer si une réaction de comproportination est possible spontanément (∆G < 0) ou non.  
En conditions in vivo du monoxyde d'azote (NO) peut également se former à partir d'azoture de sodium bien que la réaction apparaisse énergétiquement légèrement défavorable sur le diagramme de Frost de l'azote présenté plus haut,. Cette réaction nécessite donc un léger apport d'énergie externe fourni par les organismes vivants.
Il est dangereux de laisser une solution d'azoture de sodium au contact de métaux lourds : l'ion azoture oxyde ces métaux (au degré +II le plus souvent), et il se forme des cristaux de M2+(N3−)2 très instables une fois l'eau évaporée. Il en est ainsi avec le cuivre, le plomb… Les ions azotures sont particulièrement corrosifs et potentiellement explosifs mais aussi très toxiques. 
Les réactions de décomposition des azotures inorganiques sont souvent violentes, ainsi que celles avec des composés organiques comme le disulfure de carbone CS2 ou le sulfate de diméthyle (CH3)2SO4. Dans ce dernier cas, il y a substitution nucléophile d'ordre 2 (SN2) pour donner lieu à la formation d'azoture de méthyle CH3N3.

## Dosage
Les azotures peuvent être dosés par des oxydants très puissants (permanganate de potassium KMnO4 ou Cérium IV) ou par médiamutation (en anglais réaction de comproportionation) avec l'acide nitreux HNO2 (il y alors dégagement d'azote N2).
NB : Les potentiels rédox standard des deux couples concernés sont les suivants :
E° (MnO4−/Mn2+) = 1,51 V
E° (Ce4+/Ce3+)     = 1,61 V

## Azotures covalents: leur utilisation en chimie organique
En chimie organique, ces composés covalents peuvent être formellement considérés comme des ylures de diazonium.

### Acylazotures: Réarrangement de Curtius
L'intérêt didactique de cette réaction est de bien montrer qu'un composé nucléophile (l'ion azoture) peut donner, par départ de la molécule de diazote (N2) extrêmement stable, un nitrène fortement électrophile, et donc oxydant. Ici, l'attaque électrophile se fait sur le doublet σ de la liaison R–CO.

### Azotures d'alkyle
De la même manière que les azotures d'acyle, les azotures d'alkyle libèrent facilement de l'azote pour donner un nitrène fortement électrophile et oxydant. L'azoture de méthyle est particulièrement instable et explosif.
Le passage par les azotures est un moyen particulièrement simple d'obtenir une amine à partir d'un hydrocarbure halogéné ou d'un alcool primaire ou secondaire.
Réactions à partir d'un alcool par exemple :
R-CH2-OH + CH3-SO2-Cl → HCl + R-CH2-O-SO2-CH3 (mésylate)
R-CH2-O-SO2-CH3 + Na+,N3− → R-CH2-N3 + Na+,CH3-SO3−
R-CH2-N3 + H2 (platine) → R-CH2-NH2 + N2
Les meilleurs réducteurs sont l'hydrogène en présence d'un catalyseur tel que le palladium ou le platine et le tétrahydruroaluminate de lithium LiAlH4. Le tétrahydroruborate de sodium NaBH4 donne des rendements plus aléatoires (il y a très souvent formation de l'alcool correspondant).
Le caractère oxydant des azotures d'alkyle se retrouve par exemple lors de la réaction de l'azidothymidine avec des thiols tels que le glutathion, le dithiothréitol (HS-CH2-CHOH-CHOH-CH2-SH), le mercaptoéthanol HS-CH2-CH2-OH. La réduction des azotures en amines par les thiols est d'ailleurs une méthode douce de réduction des azotures sensibles à l'hydrogénation catalytique sur un autre site fonctionnel,.
Une méthode très douce de réduction des azotures qui se déroule en milieu neutre a été mise au point. Il s'agit de la réaction de Staudinger,.
La triphénylphosphine joue le rôle de réducteur, le bilan avant hydrolyse faisant apparaître un phosphazène et de l'azote :
R-N3 + PPh3 → R-N=PPh3 + N2
Puis l'hydrolyse libère l'amine et l'oxyde de triphénylphosphine :
R-N=PPh3 + H2O → R-NH2 + O=PPh3
Une modification de cette dernière réaction utilise le phosphite de triéthyle comme réducteur à la place de la triphénylphosphine : il s'agit du couplage phosphite-azoture. L'azoture organique est également réduit en amine par ce composé du phosphore(III).

## Pseudohalogénure
L'anion azoture peut être considéré comme un pseudohalogénure et forme aussi des interhalogènes comme l'azoture de fluor, FN3 ou l'azoture de chlore, ClN3.

## Sécurité
L'azoture de sodium est très toxique (DL50 par voie orale (rats) = 27 mg/kg) et peut être absorbé par voie cutanée. Comme l'ion cyanure, l'azoture provoque le blocage des processus de respiration cellulaire. C'est un poison respiratoire violent, au niveau de chaque cellule mais aussi au sens propre du terme lorsqu'il est inhalé accidentellement et peut déjà provoquer la suffocation au niveau des voies respiratoires qui sont rapidement congestionnées au contact de l'acide azothydrique (HN3) gazeux.
Il se décompose de manière explosive lorsqu'il est chauffé au-dessus de 275° et libère un volume important d'azote sous forme gazeuse. Cette propriété est exploitée pour gonfler instantanément les airbags des voitures.
Lors de l'acidification d'une solution d'azoture de sodium, il y a dégagement d'acide azothydrique (HN3) gazeux, explosif mais surtout très toxique, comme l'acide cyanhydrique (HC≡N).
La nucléophilie de l'ion azoture est suffisante pour former les diazoturométhanes et triazoturométhanes par réaction avec le dichlorométhane et le chloroforme. Ces deux composés sont extrêmement toxiques et explosifs, comme rapporté par Hassner et al. (1986).